# Oiospermum
Oiospermum es un género monotípico de plantas fanerógamas perteneciente a la familia de las asteráceas. Su única especie, Oiospermum involucratum, es originaria de Brasil.

## Taxonomía
Oiospermum involucratum fue descrita por (Nees & Mart.) Less. y publicado en Linnaea 4: 339. 1829
Sinonimia
- Ampherephis psilocarpa Nees & Mart.
- Calydermos repens Spreng.
- Ethulia involucrata Nees & Mart.